# IT-boblen
IT-boblen eller dot com-boblen er forkortelsen for en periode i de sene 1990'ere med ivrig spekulation i aktier relateret til internetbaserede virksomheder og det efterfølgende sammenbrud i dette marked. Benævnelsen dot com-boblen stammer fra engelsk: dot "punkt, punktum" og com, og henviser til det internationale domænenavn .com, som var et kendetegn for de fleste omfattede (amerikanske) virksomheder.

## Overblik
IT-boblen opstod i sidste halvdel af 1990'erne, først og fremmest i USA, men ramte også resten af verden. Selve bølgen eller boomet drejede sig om økonomiske spekulationer i aktier fra internet- og teknologirelaterede virksomheder. Boblen bristede i årene 1999-2001, hvor aktiepriserne på IT-virksomhederne gav sig til styrtdykke, og adskillige virksomheder gik derfor konkurs. Andre virksomheder som Google og Amazon, der også oplevede store kurstab, overlevede dog og er i dag langt mere værd end på IT-boblens højdepunkt.

## Baggrund
Dot.com som forretningsmodel var bygget op omkring en overdreven forenklet udlægning af netværkslogikken. Den blev brugt til at retfærdiggøre en meget stor pengegennemstrømning med det ene formål at erobre markedsandele til sit internetforetagende for enhver pris, f.eks. gerne ved at forære produkter væk i håbet om på sigt at kunne vinde penge hjem igen.
Historisk kan man se paralleller mellem IT-boblen og andre store opsving bygget op omkring forventninger til ny teknologi. De internationale eksempler er jernbanedrift (omkring 1840'erne), radio (1920'erne), transistorelektronik (1950'erne), hjemmecomputere og bioteknologi (1980'erne).
IT-boblen nåede sit højdepunkt med et Nasdaq-indeks på 5048,62 den 10. marts 2000. Det var udtryk for en fordobling af de allerede inden da meget opskruede teknologiaktiers handelsværdi på bare et år. Men herfra gik det så også hurtigt nedad igen. Fra marts 2000 til oktober 2002 faldt Nasdq-indekset med 78 %. Tiltroen til teknologiaktierne og til dot.com-forretningsmodellen svandt ind til i nærheden af det realistiske, og foretagender brød sammen et for et, og hurtigt efter hinanden.